# Garths Voe

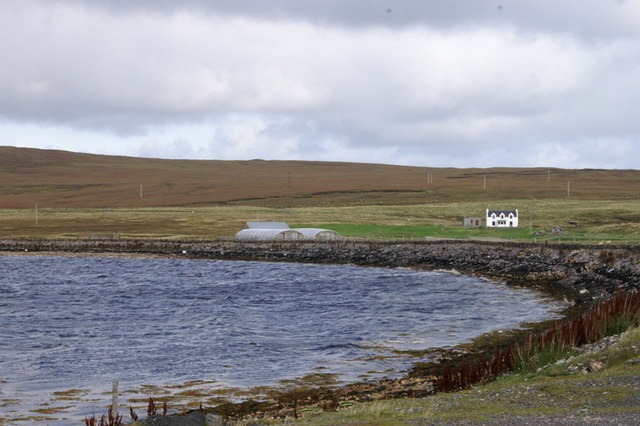
Blick von Süden in die Bucht

Die Garths Voe ist eine Bucht (Voe), die im Nordwesten der zu Schottland zählenden Shetlands liegt.

## Geographie
Die Garths Voe ist eine kleine Bucht, die im Norden von Mainland liegt. Dort bildet sie ein Gewässer, das, in östlicher Richtung, von der Sullom Voe abzweigt. Begrenzt wird sie im Südwesten durch die Halbinsel Sella Ness, mit der Voe of Scatsta auf der gegenüberliegenden Seite. An ihrem nordöstlichen Ufer liegt die Ortschaft Garth.

## Historisches
Im Rahmen der historischen Gliederung Schottlands in Civil Parishes zählt die Garths Voe zu Delting.